# Conservatoire du littoral
El Conservatoire du littoral (Conservació del litoral) també anomenat Conservatoire de l'espace littoral et des shores lacustres (CELRL), és una institució pública administrativa nacional francesa creada el 1975. El seu objectiu és salvaguardar un terç del litoral francès, per evitar que no es construeixi ni artificialitzi. És membre de la Unió Internacional per a la Conservació de la Natura.
L'organisme té competències per adquirir terrenys situats a la costa però també aquelles de domini públic marítim des del 2002, els aiguamolls dels departaments litorals de França des del 2005, els estuaris, el domini públic fluvial i llacs des del 2009.
El 2013 el Tribunal de Comptes de França, tanmateix, va considerar en un informe que el Conservatori hauria de doblar el seu pressupost per assolir els objectius que se li han plantejat.
Dins de les seves competències també s'inclou protegir el patrimoni cultural del litoral (fortins, bateries, fars, etc.).

## Història
Aquest organisme es va originar el 1965, quan Serge Antoine i Jérôme Monod, membres del DATAR (Delegació Interministerial d'Ordenació del Territori i Atractiu Territorial). Antoine i Monod van sobrevolar en helicòpter la costa francesa i van constatar l'evidència de la massificació del formigó. Inspirat pel National Trust anglès, el Conservatoire du littoral et des rivages lacustres va ser finalment creat per una llei aprovada pel Parlament francès el 10 de juliol de 1975.
Va ser creat per dur a terme una política territorial orientada a la protecció definitiva dels espais naturals i dels paisatges de les ribes marítimes i lacustres franceses i pot intervenir als municipis i cantons costaners de la França continental, als departaments d'ultramar i a Saint-Pierre i Miquelón.
També intervé en els municipis limítrofs a estuaris, deltes i llacs de més de 10 quilòmetres quadrats.

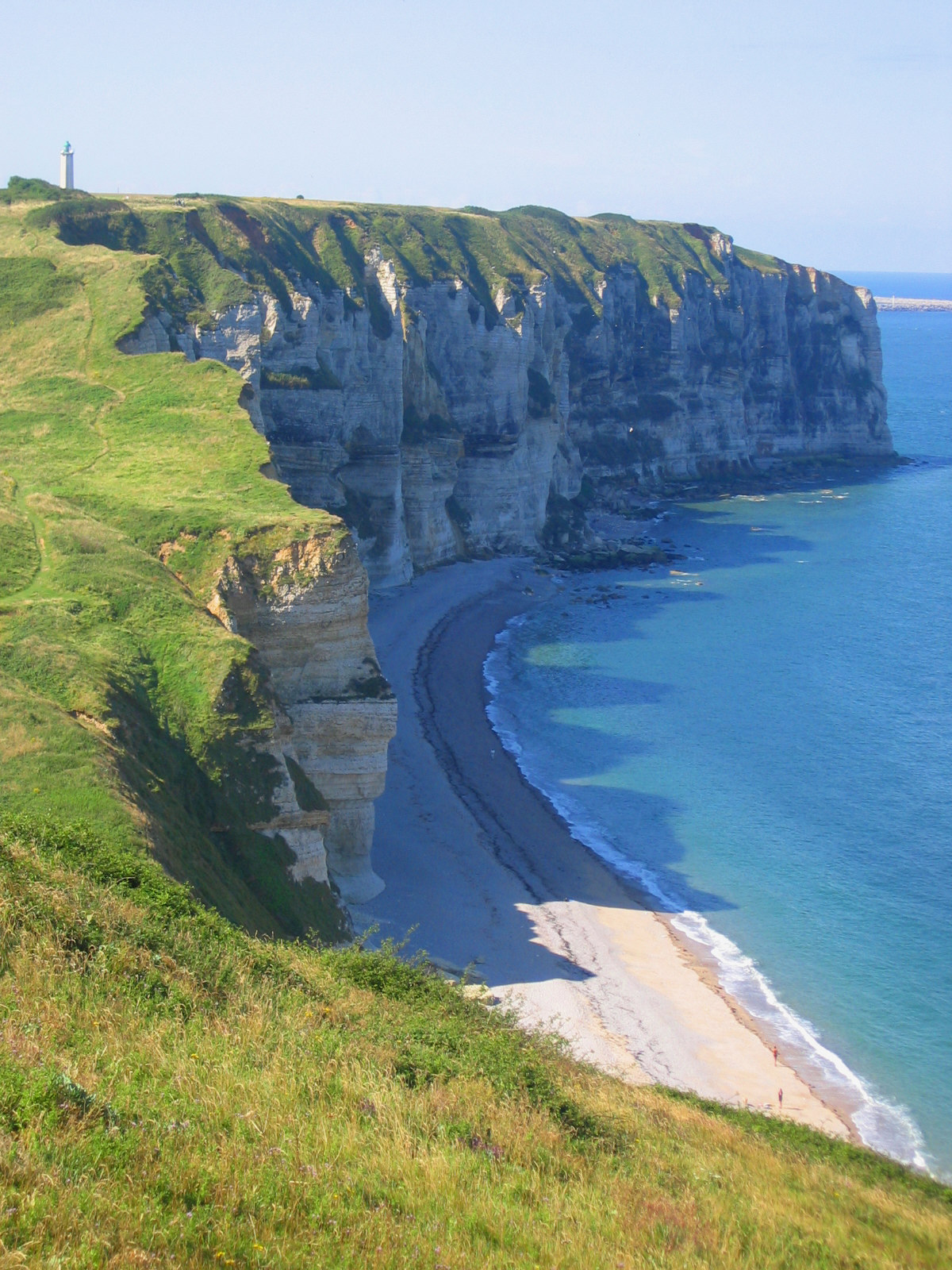
Lloc protegit pel Conservatoire du Littoral : La Platja de Le Tilleul, entre el Cap d'Antifer i Étretat, al Sena Marítim

## Funcionament
L'organisme adquireix terrenys fràgils o amenaçats, de manera amistosa, per preemció, excepcionalment per expropiació o fins i tot mitjançant el procediment de dació en pagament de drets successoris o per donació o llegat.
El Conservatoire du littoral français adquireix així entre 20 i 30 quilòmetres quadrats cada any.
Després d'haver realitzat les obres de restauració necessàries, encarrega la gestió del sòl als ajuntaments, a altres ens locals o a associacions perquè puguin gestionar-lo d'acord amb les directrius adoptades. Amb l'ajuda d'especialistes, determina la manera com s'han de desenvolupar i gestionar els espais adquirits per fomentar i mantenir l'espai natural i defineix els usos permesos (especialment agrícoles i d'oci) compatibles amb aquests objectius.
Tanmateix, el 2013, segons una derivació del Tribunal de Comptes de França, l'organisme necessitaria doblar el seu pressupost per poder assolir els seus objectius («els objectius d'adquisició fixats l'any 2005 per a l'estratègia 2050 suposarien l'adquisició de 5.200 hectàrees anuals enfront d'una mitjana de 3.000 hectàrees en el període examinat.»). Aquest resum segueix un altre resum (del 2008) que conté recomanacions parcialment implementades des d'aleshores (inclòs mitjançant una carta signada el 2009 per a una col·laboració amb l'Agència d'Àrees Marines Protegides per coordinar les seves respectives accions).
El pressupost anual ronda els 55 milions d'euros, dels quals 25 milions es destinen a l'adquisició de territori i 14 milions al desenvolupament dels solars. La majoria d'aquests mitjans provenen de l'Estat. També rep finançament de diversos ens locals (ajuntaments, regions) i de la Unió Europea. El patrocini corporatiu i privat també fa aportacions voluntàries.
L'equip del Conservatoire du littoral compta amb prop de 180 persones, a la Corderie royale de Ròchafòrt, a París i a la seu de diverses delegacions regionals. La contractació es fa principalment entre funcionaris de l'estat francès. Prop de 1.000 guàrdies i agents de costa, reclutats per les comunitats locals i les organitzacions de gestió, garanteixen, al llarg de les costes, la vigilància, el manteniment dels llocs del Conservatoire du littoral així com l'acollida del públic.
Finalment, la llei Grenelle 2 va ampliar el dret de preferència del Conservatori sobre les unitats de sòl subjectes a societats immobiliàries civils (SCI) o de copropietat.